# Okres Sarkad
Okres Sarkad (maďarsky Sarkadi járás) je okres v Maďarsku v župě Békés. Jeho správním centrem je město Sarkad.

## Sídla
Města
- Sarkad

Obce
- Biharugra
- Geszt
- Körösnagyharsány
- Kötegyán
- Méhkerék
- Mezőgyán
- Okány
- Sarkadkeresztúr
- Újszalonta
- Zsadány